# Algemene bestedingsbelasting
De algemene bestedingsbelasting (ABB) is een rijksbelasting in Caribisch Nederland die wordt geheven op dienstverlening, dan wel op productie of invoer van goederen.
De ABB wordt geregeld in hoofdstuk VI van de Belastingwet BES. De ABB verving per 1 januari 2011 de omzetbelasting (OB) op Bonaire van 5% en de belasting op bedrijfsomzetten (BBO) op Sint Eustatius en Saba van 3%.
De ABB wordt in beginsel bij goederen eenmalig geheven. Dit kan zijn bij de invoer van een goed of bij de levering door een producent van een lokaal geproduceerd goed. De daaropvolgende schakels in de bedrijfskolom, zoals de groot- en detailhandel, krijgen dus niet met de ABB te maken. De lokale producent mag de ABB die hij heeft betaald bij de inkoop of invoer van grondstoffen en halffabricaten aftrekken van de af te dragen ABB over de waarde van zijn (eind)product. Bij dienstverlening wordt echter wel telkens opnieuw ABB berekend en kan er dus cumulatie (belasting op belasting) optreden. Onder andere in de horeca treedt dit verschijnsel op. Mede daarom heeft de regering besloten om per 1 oktober 2011 het tarief voor diensten met twee procentpunt te verlagen.
Hieronder volgt een voorbeeld van een bedrijfskolom met een ABB van 8%:
| Import door                                       | Goed     | Inkoopprijs (excl. ABB) |                         |                          | Belasting | Aftrek voorbelasting | Inkoopprijs (incl. ABB)  |
| ------------------------------------------------- | -------- | ----------------------- | ----------------------- | ------------------------ | --------- | -------------------- | ------------------------ |
| houtzager                                         | boomstam | 80,00                   |                         |                          | 6,40      | 0,00                 | 86,40                    |
| Verkoop door ondernemer, aangemerkt als producent | Goed     | Inkoopprijs (excl. ABB) | (Arbeids)kosten + winst | Verkoopprijs (excl. ABB) | Belasting | Aftrek voorbelasting | Verkoopprijs (incl. ABB) |
| houtzager                                         | planken  | 80,00                   | 100,00                  | 180,00                   | 14,40     | 6,40                 | 194,40                   |
| schrijnwerker                                     | kast     | 180,00                  | 120,00                  | 300,00                   | 24,00     | 14,40                | 324,00                   |
| Verkoop door ondernemer                           | Goed     | Inkoopprijs             | (Arbeids)kosten + winst | Verkoopprijs             | Belasting | Aftrek voorbelasting | Verkoopprijs             |
| groothandel                                       | kast     | 324,00                  | 80,00                   | 404,00                   | -         | -                    | 404,00                   |
| winkelier                                         | kast     | 404,00                  | 80,00                   | 484,00                   | -         | -                    | 484,00                   |
| Totaal                                            |          |                         |                         |                          | 44,80     | 20,80                |                          |

De rijksoverheid verwacht in het jaar 2011 ruim 23 miljoen dollar aan ABB te ontvangen. Het is daarmee de rijksbelasting met de hoogste opbrengst van Caribisch Nederland.

## Tarieven
Het algemene ABB-tarief op Bonaire bedraagt 8% en op Sint Eustatius en Saba 6%. De ABB op diensten is 2 procentpunt lager, maar de ABB op verzekeringen is slechts 1 procentpunt lager. De ABB op personenauto’s bedraagt 25% in Bonaire en in Sint Eustatius en Saba gelden sinds 1 januari 2012 de schijventarieven 18%/10%, 22% en 30%. De ABB op personenauto's kan beschouwd worden als de Caribisch-Nederlandse tegenhanger van de BPM. Zuinige auto’s (maximaal 110 gram CO2 per km bij benzine of 95 gram CO2 per km bij diesel) zijn echter vrijgesteld van ABB, evenals goederen als brood, graan, aardappelen en rijst en diensten als medische zorg, niet-commercieel onderwijs, postverzendingen en levering van gas, water en elektriciteit.
|                        | Bonaire             | Sint Eustatius en Saba |
| ---------------------- | ------------------- | --- |
| Algemeen tarief        | 8%                  | 6% |
| Diensten               | 6%                  | 4% |
| Verzekeringen          | 7%                  | 5% |
| Personenauto's         | 25%                 | Schijventarief: \| Schijf \| Waarde \| Belastingtarief \| \| ------ \| ------------------- \| --------------------------------------------- \| \| 1 \| eerste $20.000 \| 18% (of 10% voor ongebruikte (nieuwe) auto's) \| \| 2 \| $20.000 t/m $30.000 \| 22% \| \| 3 \| vanaf $30.000 \| 30% \| |
| Zuinige personenauto's | 0%                  | 0% |
| Schijf                 | Waarde              | Belastingtarief |
| 1                      | eerste $20.000      | 18% (of 10% voor ongebruikte (nieuwe) auto's) |
| 2                      | $20.000 t/m $30.000 | 22% |
| 3                      | vanaf $30.000       | 30% |